# Љуборјечка
Љуборјечка (слч. Ľuboriečka) насељено је мјесто са административним статусом сеоске општине (слч. obec) у округу Вељки Кртиш, у Банскобистричком крају, Словачка Република.

## Становништво
| Година:    | 1994. | 2004.    | 2014.    | 2024.   |
| ---------- | ----- | -------- | -------- | ------- |
| Број људи: | 129   | 180      | 143      | 150     |
| Разлика:   |       | +39,53 % | -20,55 % | +4,89 % |

| Година:    | 2023. | 2024.   |
| ---------- | ----- | ------- |
| Број људи: | 154   | 150     |
| Разлика:   |       | -2,59 % |

Према подацима о броју становника из 2011. године насеље је имало 154 становника.